# Евгений Поливанов
Евгений Дмитриевич Поливанов (12 март 1891, Смоленск – 25 януари 1938, Комунарка, Московска област) е руски и съветски езиковед, ориенталист и литературен критик. Един от основателите на ОПОЯЗ, участник в Гражданската война, в края на 1917 – началото на 1918 г., началник на Източния отдел на Народния комисариат на външните работи на РСФСР и един от двамата заместници на Л. Д. Троцки, служител на Коминтерна, професор в редица университети, активен критик на маризма. Един от основателите на съветската социолингвистика и историческа фонология, създател на оригиналната теория за езиковата еволюция, автор на много трудове за езиците на Изтока (по-специално създателят на използваната руска транскрипция за японски език) и Централна Азия, разработчик на методи за преподаване на руски език на нерусини, участник в езиковото строителство.
Арестуван на 1 август 1937 г. по обвинение в шпионаж за Япония. По време на процеса той не се признава за невинен. На 25 януари 1938 г. е разстрелян и погребан на полигона „Комунарка“. Реабилитиран на 3 април 1963 г.
Поливанов е изключителен полиглот и знае, както сам твърди, 18 езика: френски, немски, английски, латински, гръцки, испански, сръбски, полски, китайски, японски, татарски, узбекски, туркменски, казахски, киргизки, таджикски, естонски и руски . Различни източници сочат, че Поливанов е знаел повече от две дузини езици – вероятно, в допълнение към посочените 18, той е знаел и пасивно някои други езици (в книгата на И. П. Сусов са посочени абхазки, азербайджански, албански, калмикски, асирийски, арабски, грузински, дунгански, корейски и мордовски (Ерзя) езици). Според съвременниците му Поливанов би могъл да преведе без проблем Гьоте от немски на узбекски..

## Трудове
Приживе Поливанов публикува около 140 публикации, включително над 20 книги и брошури. Много творби остават в ръкописна форма или са изгубени.